# Patryk Szwaradzki
Patryk Szwaradzki (ur. 27 czerwca 1995 w Olsztynie) – polski siatkarz, grający na pozycji atakującego.

## Sukcesy klubowe
Mistrzostwo I ligi:
- 2019